# یواس‌اس اورکا (ای‌وی‌پی-۴۹)
یواس‌اس اورکا (ای‌وی‌پی-۴۹) (به انگلیسی: USS Orca (AVP-49)) یک کشتی بود که طول آن ۳۱۰ فوت ۹ اینچ (۹۴٫۷۲ متر) بود. این کشتی در سال ۱۹۴۲ ساخته شد.